# Parador 9 de Julio
O Parador 9 de Julio é um dos paradores do Metrotranvía de Mendoza, situado no distrito de Luzuriaga, entre o Parador Independencia e a Estação Luzuriaga. Administrado pela Empresa Provincial de Transporte de Mendoza (EPTM), faz parte da Linha Verde.
Foi inaugurado em 28 de fevereiro de 2012. Localiza-se no cruzamento da Rua 9 de Julio com a Rua Valle Grande. Atende os bairros 7 de Julio e Agua y Energía PLAN 4.